# Minamisōma (Fukushima)
Minamisōma (南相馬市 Minamisōma-shi?) es una ciudad localizada en la prefectura de Fukushima, Japón. En junio de 2019 tenía una población de 53.775 habitantes y una densidad de población de 135 personas por km². Su área total es de 398,58 km².

## Geografía

### Municipios circundantes
- Prefectura de Fukushima
  - Sōma
  - Iitate
  - Namie

## Demografía
Según datos del censo japonés, la población de Minamisōma ha disminuido en los últimos años.
| Año del censo | Población |
| ------------- | --------- |
| 1995          | 77.860    |
| 2000          | 75.246    |
| 2005          | 72.837    |
| 2010          | 70.878    |
| 2015          | 57.797    |